# Araguari (navio)
O Araguari foi um navio de guerra da Armada Imperial Brasileira que atuou na Guerra do Paraguai.

## História
Navio de casco em ferro e madeira e propulsão mista, vela e vapor (hélice), construído em Londres. Tinha as seguintes características: 415 toneladas de deslocamento; 146 pés de comprimento; 22 pés de boca; 12 pés de pontal e outros 7,5 pés de calado. Dispunha de uma máquina que lhe proporcionava a força de 80 c.v., imprimindo uma velocidade de 9 nós. Era artilhada com duas peças de calibre 68 de 2ª classe, dispostas em rodízios, e outros dois canhões de calibre 32 de 5ª classe, posicionados em bateria. Sua guarnição, em tempos de paz, era definida em 77 homens, aumentando para 94 em tempos de guerra.
O Araguari foi o primeiro navio a levar esse nome em homenagem a uma cidade de Minas Gerais e um rio no Pará, tendo sido construído junto com os seus navios gêmeo Araguaia, Iguatemi e Ivaí, tendo sido a construção supervisionada pelo então vice-almirante Joaquim Marques Lisboa, o futuro almirante Tamandaré. 
Foi-lhe passada mostra de armamento em julho de 1858, assumindo como seu primeiro comandante o Primeiro-Tenente Thomé de Castro Araújo.Sob seu comando partiu de Londres, chegou a Recife em 7 de agosto de 1858 e chegou ao Rio de Janeiro ao final de agosto, vindo  com o restante de sua classe, após uma escala em Lisboa, após 36 dias de viagem.
Suspendendo logo a 2 de outubro para evoluções, regressou no dia 18 do mesmo mês. Seguiu para o Pará, em 29 de março de 1859, de onde retornou somente no dia 9 de março do ano seguinte. Ao comando do Primeiro-Tenente Inácio de Vasconcelos e sob o distintivo do Chefe de Divisão Jesuíno Lamego Costa, atracou no Desterro, na Província de Santa Catarina, em 14 de setembro de 1860. A 4 de novembro desse mesmo ano embarcou o presidente daquela Província a fim de inaugurar o Farol de Naufragados.
Em 30 de setembro de 1863, no Rio de Janeiro, assumiu interinamente seu comando o Primeiro-Tenente Antônio Luiz Von Hoonholtz, futuro Barão de Tefé, que foi efetivado na função no dia 11 de janeiro de 1864. Seguiu para Montevidéu e, já no cenário da Campanha contra Aguirre, a 26 de agosto desse mesmo ano, perseguiu o navio uruguaio Villa del Salto.

## Guerra do Paraguai

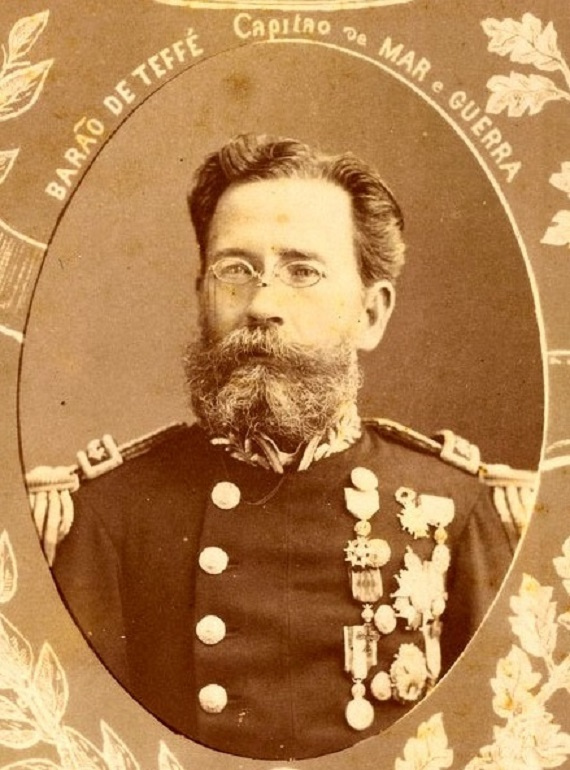
O Barão de Tefé, então comandante do Araguari na Guerra do Paraguai.

Após a eclosão da Guerra do Paraguai, regressou à Santa Catarina, em 2 de janeiro de 1865, onde recebeu, por Aviso dessa mesma data, três peças de calibre 68, de 2a classe, e outras duas de calibre 32, de 5a classe. Suspendendo rumo ao Rio da Prata logo no dia 25 do mês seguinte.
O Araguari zarpou de Buenos Aires sob o comando do primeiro tenente Antônio Luiz Von Hoonholtz, futuro Almirante e Barão de Tefé. A esquadra era comandada pelo almirante Francisco Manuel Barroso da Silva, o Barão do Amazonas, era composta pela fragata Amazonas; as corvetas Beberibé, Belmonte e Parnaíba; e as canhoeiras Iguatemi, Mearim, Ipiranga, Jequitinhonha e nesse grupo incluído o próprio Araguari.
O vapor atuou em apoio as operações de reconquista da cidade de Corrientes, em 25 de maio de 1865.
A esquadra brasileira subiu o Rio Paraná a fim de bloquear a esquadrilha paraguaia em “Três Bocas”, confluência dos rios Paraná e Paraguai ao norte daquela cidade. Contando, para essa missão, com 81 praças e 8 oficiais da Armada em sua tripulação, além de 77 soldados e 11 oficiais do 9o Batalhão de Infantaria do Exército. Integravam sua oficialidade os seguintes militates: Armada: os Primeiros-Tenentes Eduardo Augusto de Oliveira (Imediato) e Eduardo Frederico M. Gonçalves; Segundo-Tenente Manoel Augusto de Castro Menezes; Guarda-Marinha Rodrigo Antônio de Lamare; Primeiro Cirurgião Dr. Domingos Soares Pinto; Comissário de Terceira-Classe Manoel Cândido da Silva; Escrivão de Terceira-Classe Crioncides de Castro Ferreira Chaves e o Prático Manoel Montavio.  Exército: Tenentes Joaquim Manuel da Silva Sá e Manoel Erasmo de Carvalho Moura; Alferes José Plácido Lucas Brion, Feliciano de Lira, Albino José de Faria e Álvaro Conrado Ferreira de Aguiar; Primeiros-Cadetes Manuel de Faria Lemos e Manuel José da Silva Leite e os Segundos-Tenentes Marcolino Franco da Silva Lessa, Miguel Muniz Tavares e Joaquim José de Mello Filho.
Batalha do Riachuelo
Em 10 de junho de 1865, a frota paraguaia estava ancorada no Rio Paraguai, nos arredores da Fortaleza de Humaitá. À meia noite, uma esquadra de nove navios e comandada pelo capitão de fragata Pedro Ignacio Meza partiu rumo a Corrientes para atacar a esquadra da Marinha Imperial Brasileira que estava nos arredores daquela localidade. Era encabeçada pelo vapor Tacuarí (comandado por José Maria Martinez), compondo ainda a esquadra o Marques de Olinda (Ezequiel Robles), o Paraguarí (José Alonso), o Ygurey (Remigio Del Rosario Cabral Velázquez), Yporá (Domingo Antonio Ortiz), Jejuí (Aniceto López), Salto Oriental (Vicente Alcaraz), Yberá (Pedro Victorino Gill) e o Piraveve (Tomás Pereira).
A esquadra brasileira estava ancorada nos arredores de Corrientes próximo a margem do Chaco nas cercanias da Ilha Barranqueira.
Na manhã de 11 de junho de 1865, houve então uma tentativa de assalto surpresa pela esquadra paraguaia naquela posição, porém, frustrada porque a tripulação da canhoneira Mearim situada um pouco acima daquela posição avistou a esquadra paraguaia antes de sua movimentação de assaltou, assim, dando o alerta geral para o restante da frota brasileira. Apesar de descobertos, a frota paraguaia continuou a movimentação de ataque aos navios brasileiros e, após o primeiro contato, com a iniciativa de fogo partindo dos paraguaios, nessa primeira fase do combate o Belmonte, o Jequitinhonha e o Parnaíba ficaram significativamente avariados e sofrendo muitas baixas entre sua tripulação. Na sequência, a batalha foi estendida até um pequeno afluente do Rio Paraná, chamado Rio Riachuelo, e lá tiveram novos embates. Além de enfrentar o fogo dos navios paraguaios, a frota brasileira ainda enfrentou tropas de artilharia paraguaia que estavam às margens do rio atuando em ataque coordenado com a frota paraguaia. Contudo, a esquadra brasileira prevaleceu na batalha, tendo sido afundados os navios paraguaios Marquês de Olinda, Salto Oriental e Jejuy, além das chatas (embarcações menores rebocadas), tendo os navios restantes seguido em fuga rio acima.
Ao fim da batalha, a esquadra paraguaia sofreu severas perdas. Na tripulação do Araguari houve 2 mortos e 5 feridos.
Atuações posteriores no conflito
O Araguari participou ainda da batalha de Paso de Cuevas, localidade da província de Corrientes, no dia 12 de agosto de 1865, em linha de avanço coordenado com o vapor argentino de 11 canhões Guarda Nacional, que mantiveram a troca de fogo mais difícil da batalha.
Em 23 de novembro de 1865 o Araguari se encontrou com o vapor paraguaio Pira-Guirá para receber correspondência do governo paraguaio destinada ao comandante chefe dos exércitos aliados, Bartolomé Mitre.  Encontrava-se em Corrientes e, em março do ano seguinte, seguiu para Três Bocas em reconhecimento ao Passo da Pátria, levando ao seu bordo os Tenentes Silveira da Mota e Cunha Couto para, junto ao comandante do navio, realizarem o reconhecimento dos passos do Paraná até Itati. Foi alvejado ao passar pelo Forte de Itapiru e encalhou na Pedra do Passo do Carajá, na tarde do dia 21 de março, de onde desencalhou, fazendo água em razão das avarias sofridas, na manhã do dia 22.
Navegando em Divisão, a 19 de maio passou a cumprir missões de exploração e levantamentos hidrográficos ao longo do Rio Paraguai até a volta das Palmas e da lagoa Pires . Em 12 de agosto participou dos combates em passo de Cuevas e, no dia 22 de setembro, tomou parte no bombardeio ao Forte de Curupaiti, seguindo para Corrientes logo no dia 25 do mesmo mês. A 22 de novembro seguiu para o Passo da Pátria, de onde voltou, no dia seguinte, com comunicações para o Marquês de Caxias.
Em 2 de fevereiro de 1867 participou do bombardeio de Curupaiti. Após esse embate, devido aos muitos reparos que necessitava, regressou ao Rio de Janeiro no dia 9 de fevereiro e foi posto em disponibilidade, por meio de Aviso de 23 de março de 1867, enquanto durasse o período de reparos.
Em 7 de maio desse ano já se encontrava novamente no cenário das operações da Campanha da Tríplice Aliança, subindo em divisão o Rio Paraguai até a boca do Rio Atajo, em missão de reconhecimento. Terminada a guerra, regressou ao Rio de Janeiro sob o comando do Capitão-Tenente Carlos A. de Faria Veiga, onde este foi substituído pelo Primeiro-Tenente Antônio Gonçalves de Rosa.
Ações posteriores
Em 30 de julho de 1873, levando a bordo o capitão de fragata Antônio Joaquim de Mello Tamborim, iniciou uma comissão destinada a determinar as coordenadas do Farol de Aracati, os locais possíveis para novos faróis em Rocas e Cabo de São Roque (Rio Grande do Norte) e para preparar instruções para navegadores que chegam a portos onde farão novos faróis, especificamente para os portos de Vitória (farol Santa Luzia), Recife (farol de Olinda e Picão), Cabedelo (farol de Pedra Seca, primeiro do estado da Paraíba) e Tutóia (Farol de Pedra do Sal, Maranhão).
Em 22 de janeiro de 1876 assumiu o seu comando o capitão de fragata Francisco José de Freitas. Em 26 desse mesmo mês Freitas foi também nomeado Diretor do Departamento de Faróis.
Em 13 de março o navio iniciou viagem de inspeção na costa de São Tomé para escolher o lugar mais conveniente para um novo farol. Entre os dias 16 de setembro e 30 de outubro visitou, em inspeção, os faróis de Cabo Frio, Santa Luzia, Abrolhos, Morro de São Paulo, Santo Antônio da Barra, São Marcelo e Itapoã.  No mês de maio nesse mesmo ano, considerada imprópria para o serviço de sinalização náutica, foi substituída pelo Vapor Transporte Bonifácio.
Por meio de Aviso, de 15 de janeiro de 1878, foi determinado seu desarmamento. Em 13 de dezembro de 1882, a Secretaria de Marinha resolveu, de acordo com o parecer do Quartel-General de Marinha, exarado em Ofício no 1.037 desse mês e com parecer do Inspetor do Arsenal de Marinha da Corte, em Ofício no 983, do dia 7 do mesmo mês, que fosse desarmada a Canhoneira Araguari e destinada a servir de escola prática de aparelho de manobra dos aprendizes-marinheiros da Escola do Rio Grande do Sul.